# Jørgen Vig Knudstorp
Jørgen Vig Knudstorp (21 de noviembre de 1968) es un empresario danés que ha sido socio y ha intervenido en la historia de la empresa Lego siendo el sucesor de Kjeld Kirk Kristiansen, como Director ejecutivo para LEGO Group A/S, en octubre del 2004.

## Biografía
Knudstorp nació en Fredericia, Dinamarca, el 21 de enero de 1968. Knudstorp capacitado y Doctor de la Universidad de Aarhus, trabajó desde 1998 como consultor en McKinsey & Company. A partir del 2001 llegó a LEGO Group A/S, donde se unió al departamento de desarrollo estratégico y de ahí él pudo progresar mucho más en su carrera con la empresa LEGO Group A/S hasta ser presidente.

## Logros en su carrera
Jørgen ha tenido varios logros y aciertos en su carrera y de esos se destacan:
- Ingresó a LEGO Group A/S en septiembre del 2001.

- Jefe del departamento de estrategia mayo del 2002.

- Jefe interino de Finanzas, de abril a noviembre del 2003.

- Llega como director del Equipo Mundial de Gestión de Asuntos Corporativos en noviembre del 2003.

- Director general de LEGO Group A/S en octubre del 2004.